# Västansjö hytta

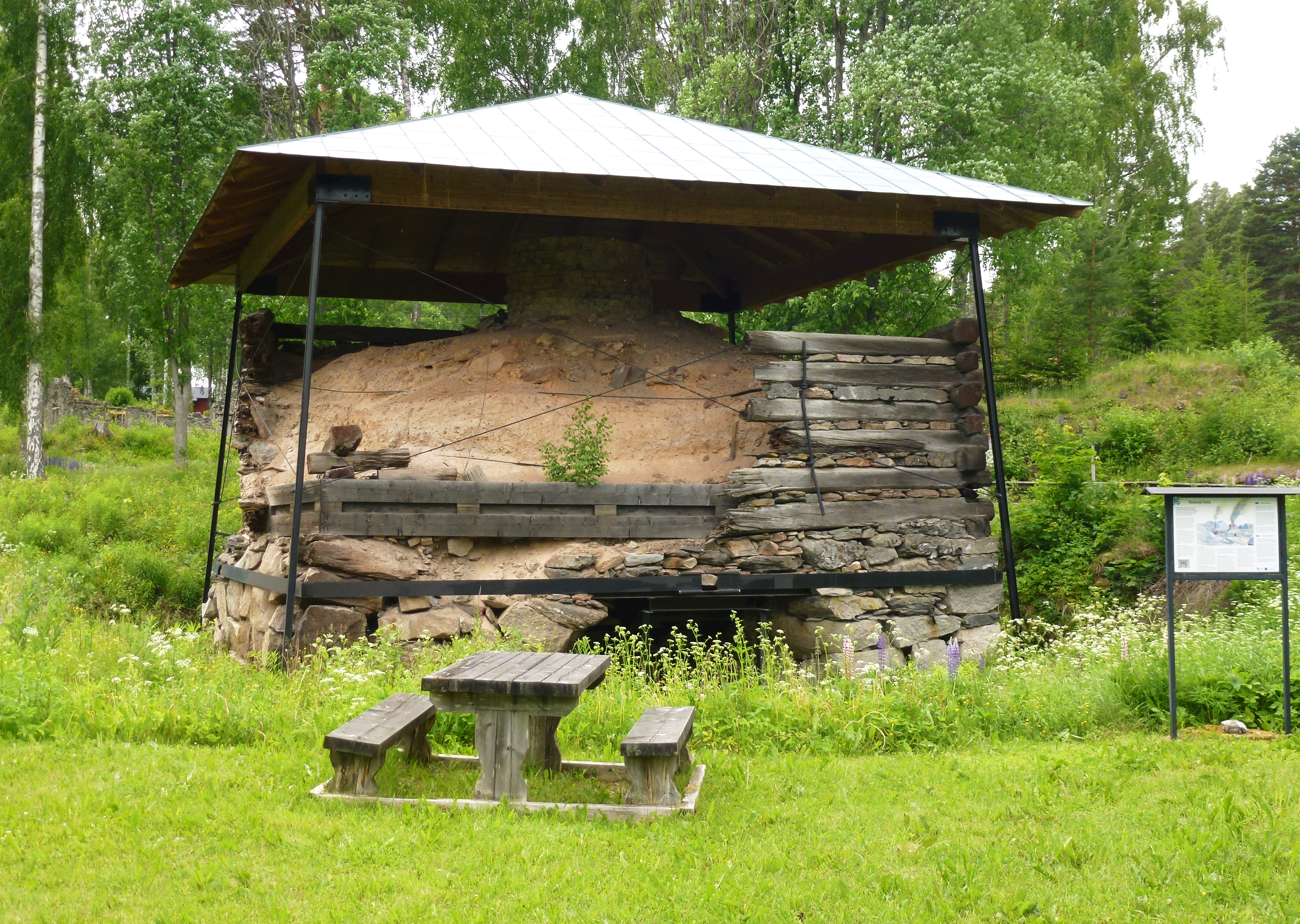
Västansjö hytta med skyddstak, juni 2013.

Västansjö hytta är en numera förfallen mulltimmerhytta vid byn Västansjö i Ludvika kommun. Den första kända hyttan omnämns i mitten av 1620-talet, men troligen fanns här järnframställning redan på medeltiden. Den sista blåsningen skedde år 1885. Idag återstår ett cirka 320x130 meter stort hyttområde med resterna av själva masugnen, varphögar, en dammvall och slaggstensruinen efter en smedja. Västansjö hytta anses vara den äldsta bevarade mulltimmerhyttan i Västerbergslagen.

## Historik

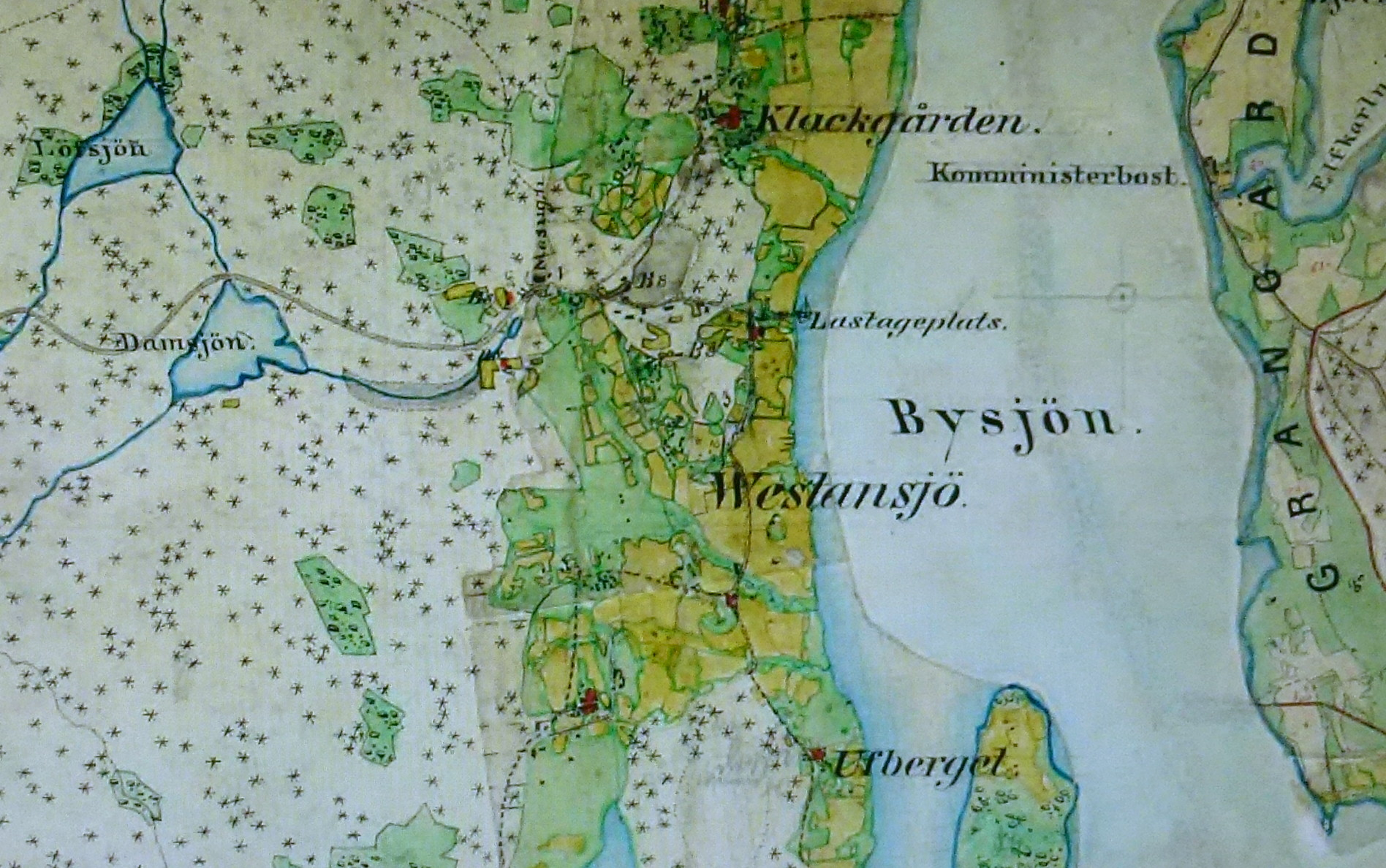
Hyttområdet på Häradsekonomiska kartan från 1866.

Vid västra sidan av Bysjön har det troligen redan på medeltiden funnits en enklare anordning för järnframställning innan den första hyttan omnämns år 1624. Den drevs av två bergsmän och fyra smeder. Kring hyttan uppstod ett litet samhälle med stugor, smedjor, kolhus och en utskeppningshamn med brygga i Bysjön vid dagens småort Järnsta. När hyttan var ny beräknades järnproduktionen ha legat på omkring fyra skeppund (ca 800 kg) per blåsning. Enligt 1694 års inventering kunde produktionen fyrdubblas genom en rad tekniska förbättringar. 
I början av 1700-talet ägdes hyttan av fyra bergsmän varav en hette Hans Klack. Han drev på 1700-talet även en liten stångjärnssmedja. Denna lades dock ner 1754 och smidet flyttades till Norsån, cirka fem kilometer västerut.  1758 höjdes hyttans produktion ytterligare till 20 skeppund genom en ombyggnad av masugnen och utvidgad vattentillförsel. På 1830-talet levererades tackjärn ända till Voxna bruk i Hälsingland. Ett problem var dock malmens låga kvalité som gav dåligt järn. Det utsmidda järnet ville spricka sönder och Grangärdejärnet kom "i vanpris och förakt".
År 1817 hade antalet delägare stigit till tjugofyra. Därefter samlades alltfler andelar hos brukspatron Olof Olausson i Kyrkbyn som 1880 ägde 4/5 av hyttan. Olausson blev även största delägaren i smedjan, som var i drift in på 1890-talet. Under Olausson skedde även många förbättringar av hyttverksamheten vid Västansjö. Exempelvis kunde kolåtgången minskas med 25 procent genom att förvärma blästerluften. Produktionen ökade från 200 ton tackjärn till 800 ton.  1875 fanns till och med planer på att bygga en helt ny masugn. Men hyttan drabbades av den så kallade bruksdöden med vikande lönsamhet i konkurrensen med de växande järnverken. Även kolbrist och otillräcklig vattentillgång medförande korta driftsperioder och bidrog därmed till olönsamhet. År 1885 skedde den sista blåsningen.

## Bilder

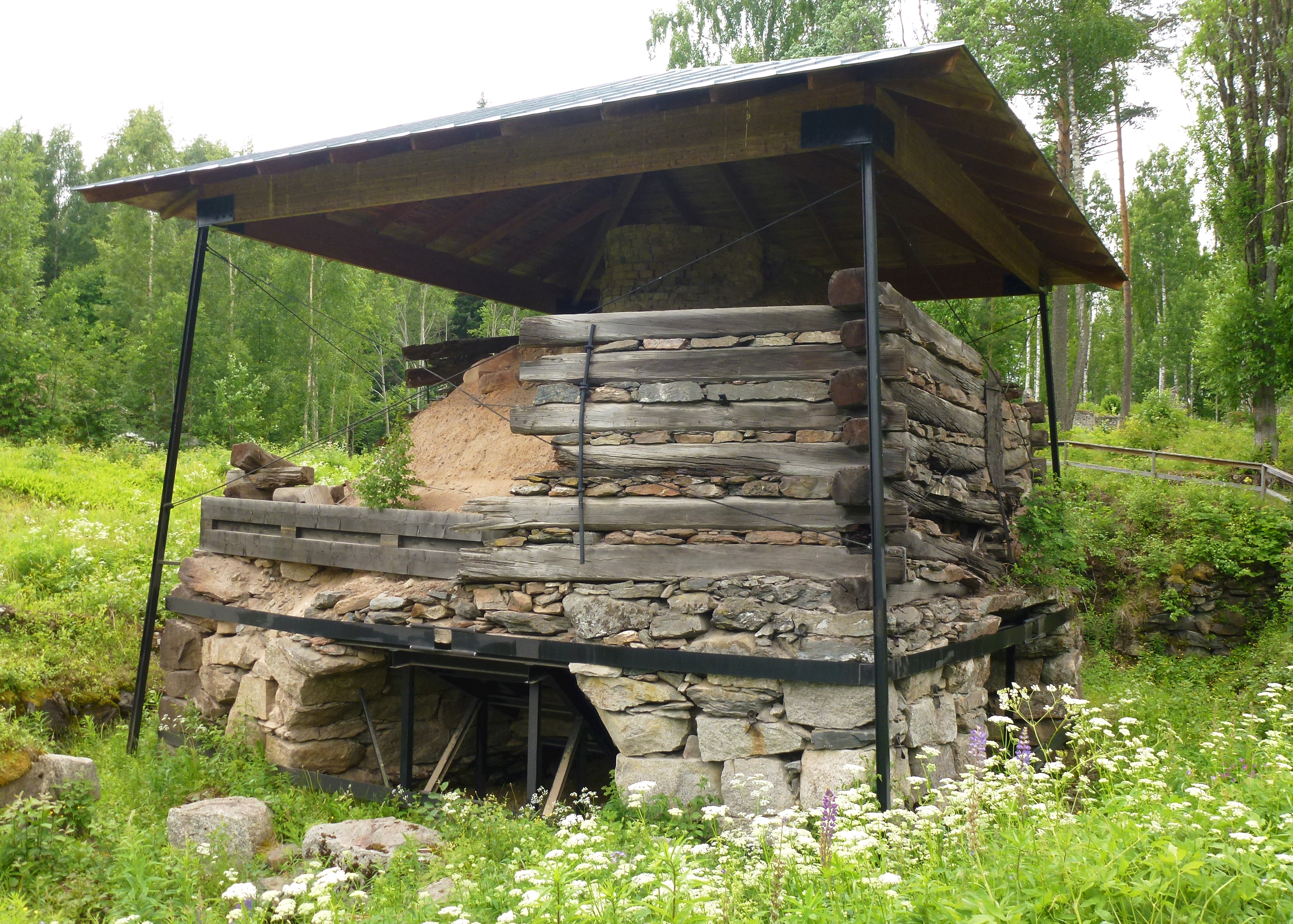
Masugnen sedd från nordost med nutida skyddstak
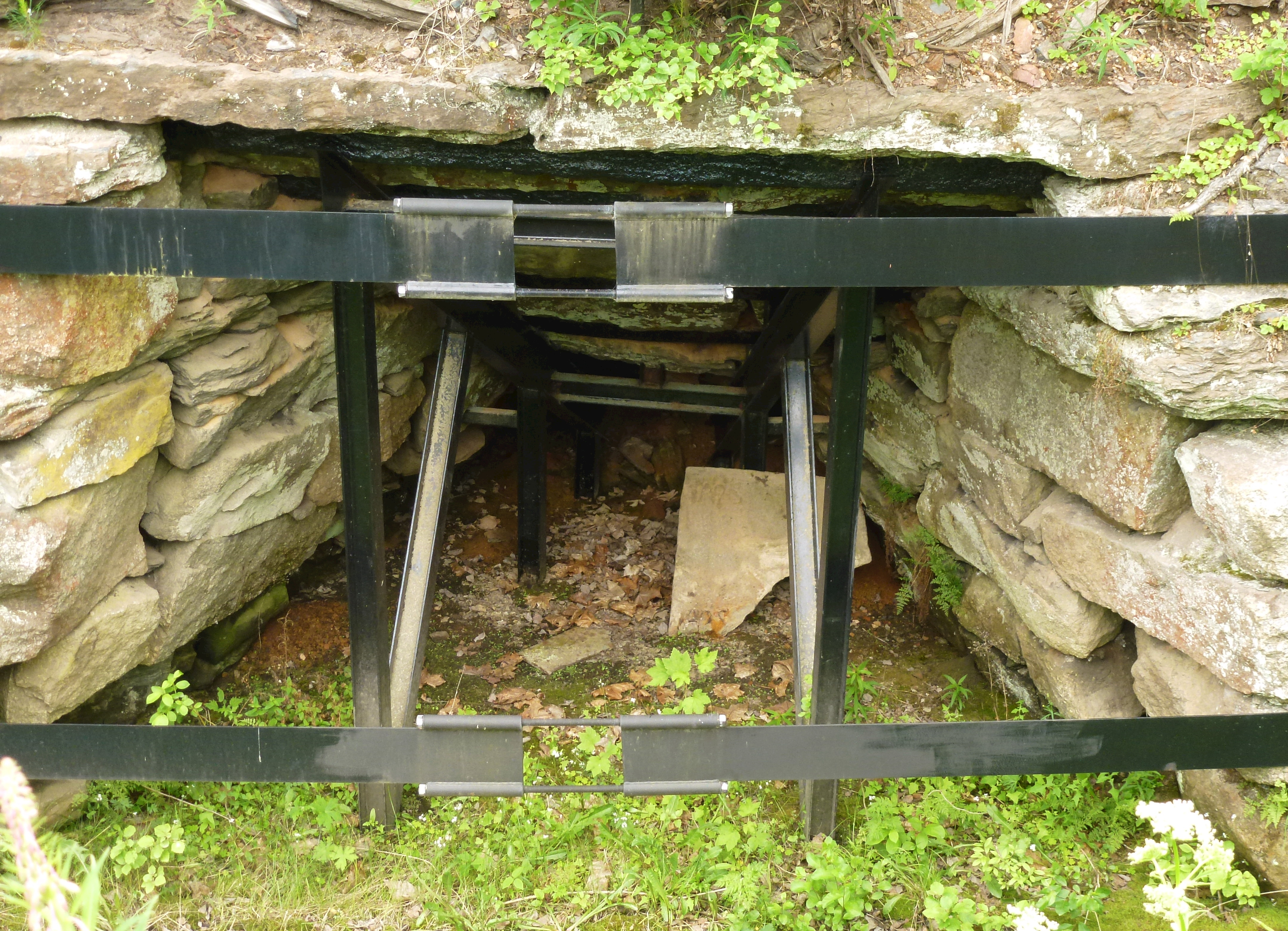
Utslagsbröstet med nutida stagning
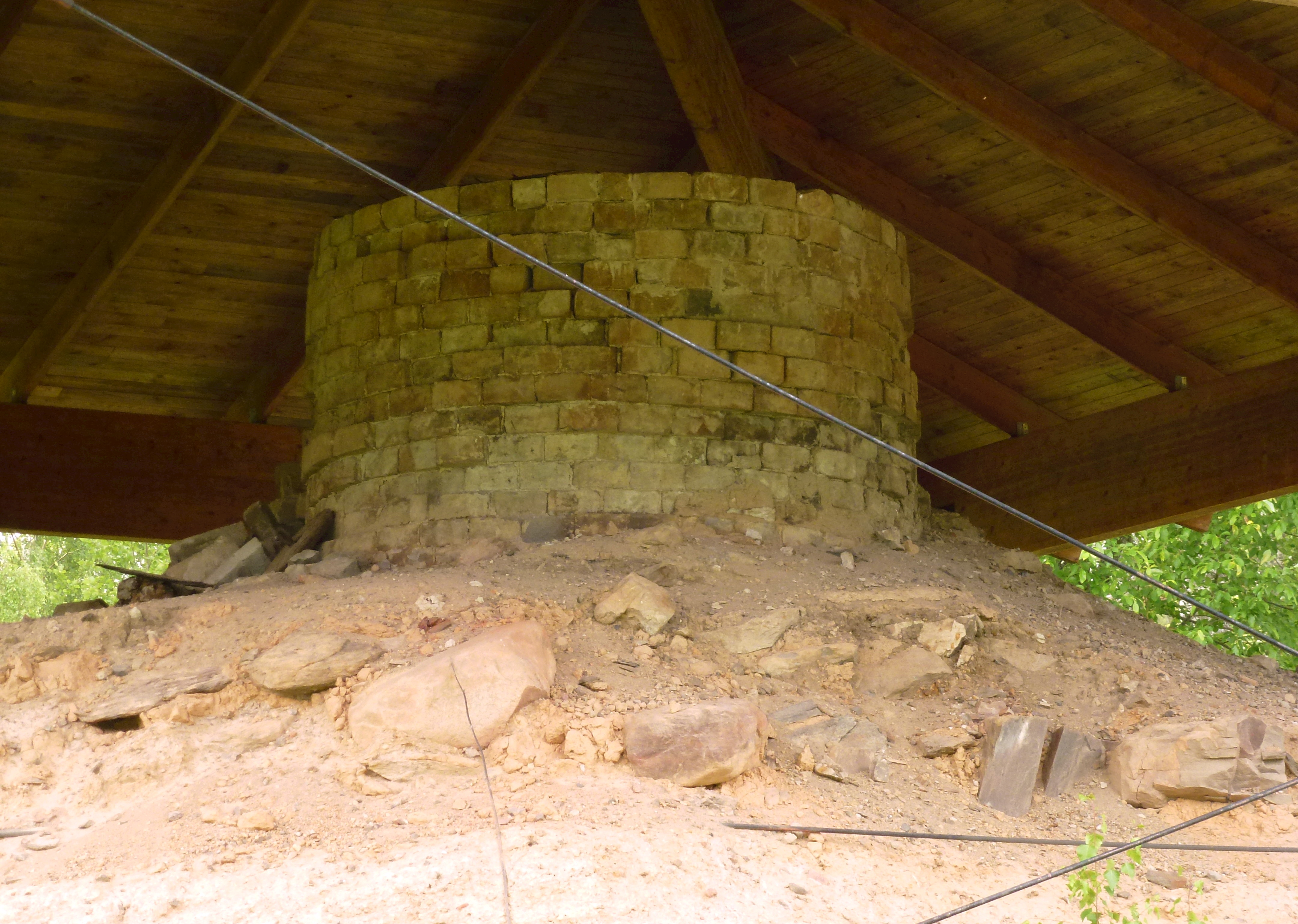
Masugnspipan av eldfast tegel med omgivande fyllning
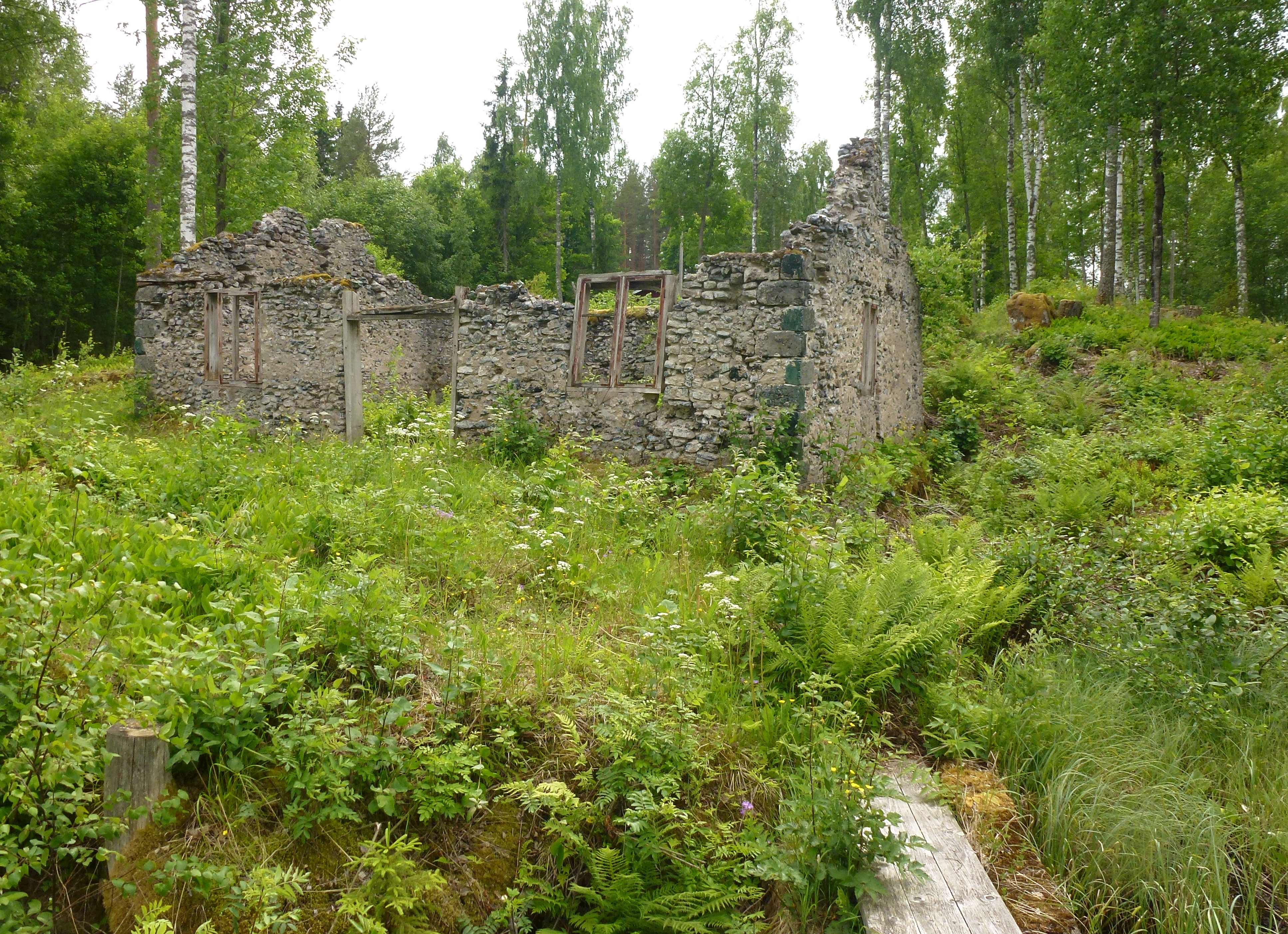
Ruin efter smedjan